# Буковая гора (холм)
Буковая гора (пол. Bukowa Góra) — большой холм на территории гмины Звежинец, юго-восточная Польша. Находится в Розточаньском национальном парке, в охраняемой зоне Буковая гора. Высота над уровнем моря — 310 метров.
В 1934 году холм стал первой в регионе охраняемой территорией — Буково-Гурским заповедником.
Через холм проходит образовательная туристическая тропа, ведущая от образовательного и музейного центра национального парка, расположенного в Звежинце, до деревни Сохы.

## Галерея

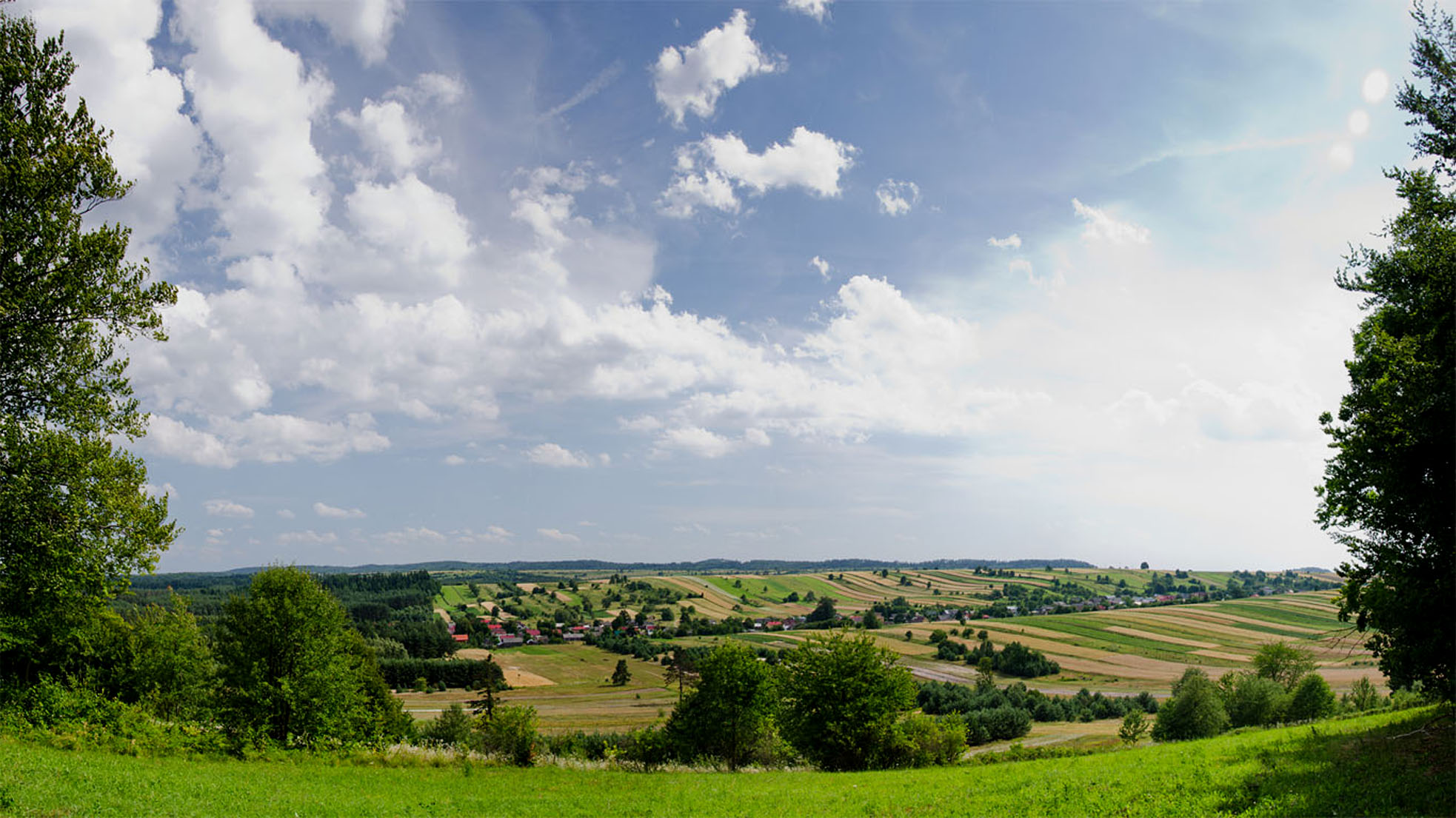
Вид на деревню Сохы
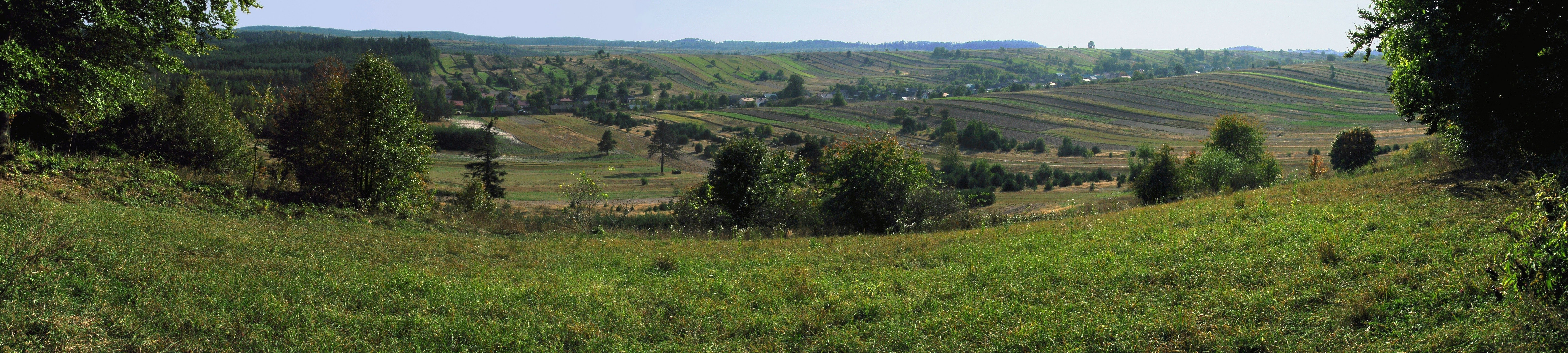
Вид на юг с холма
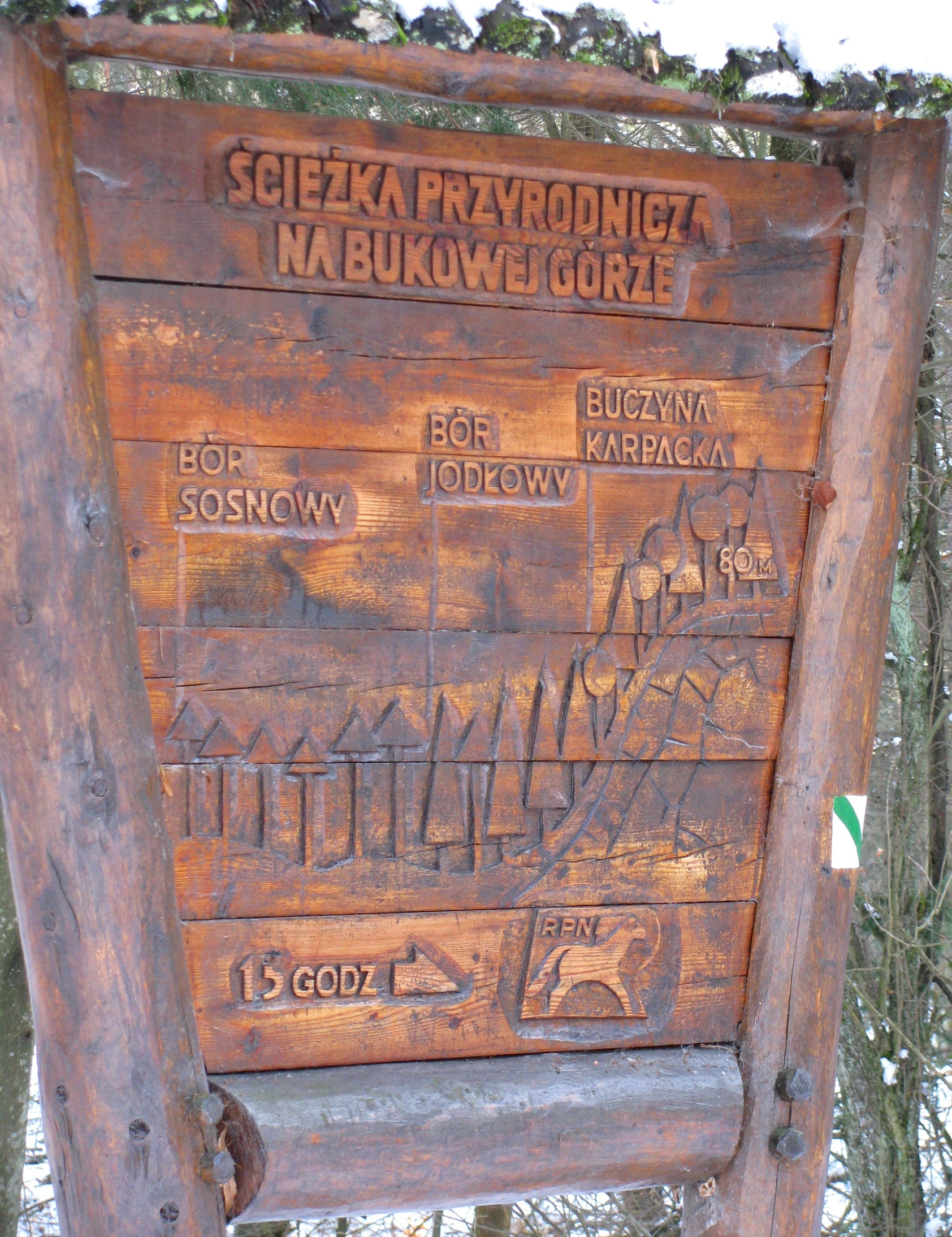
Схематичное изображение местности, установленное в виде памятника